# Minipivovar Kahan
Minipivovar Kahan také Mostecký Kahan je minipivovar v Mostě, založený roku 2009. Tento pivovar navazuje na tradici zrušeného mosteckého pivovaru v místní části Sedlec.

## Historie

### Pivovarnictví v Mostě
Tradice pivovarnictví ve městě Most sahá až do roku 1273, kdy byla Mostu udělena městská práva. Původní pivovar byl roku 1972 zbourán a v roce 1976 znovu postaven, roku 1998 byl na pivovar prohlášen konkurs a výroba v něm ukončena.

### Minipivovar
Minipivovar Kahan byl založen roku 2009 v prostorách bývalého kina Kosmos na mosteckém sídlišti. Součástí objektu je také hospoda. Pivo Kahan je nefiltrované a nepasterizované. Pivovar, kromě stálé nabídky, vystavuje také množství speciálních druhů piv. Pivo se vaří z žateckého chmele, plzeňského sladu, krušovických kvasnic a vody z místních zdrojů – Flájí – kterou používal i starý pivovar. Raritou pivovaru Kahan je možnost sledovat výrobu piva přímo v restauraci, stojí zde totiž nejen varna, ale dokonce i spilka.
Za poměrně krátkou historii pivovaru již majitel stihl rozšířit varnu z 200 na 500 litrů a zvětšit pivovarské sklepy.

## Nabízené druhy piva

### Stálá nabídka
- Mostecký Kahan 12° – světlý ležák
- Mostecký Kahan 12° – tmavé pivo
- Mostecký Kahan 12° – polotmavé pivo

### Speciály
- Pšeničná 12° – první speciál pivovaru
- Perla Severu 17° – Velikonoce 2011
- Kouřící drak – nakuřovaný speciál s příchutí chilli
- Mnichovský speciál
- ochucená piva
  - Medová 16°
  - Borůvkový Porter a Višňový Porter 13°
  - Višňový speciál, Vanilkový speciál, Fíkový speciál
  - Horníkův cumel 12° – karamelový
  - a dále piva s příchutí Cappuccino, Mandarinka, Hořký pomeranč, Malina nebo Limetka
- Mosteckej malvaz 18°
- Nakouřený Kahan 13°
- IPA 14° a IPA 15°
- Nakuřovaná pšenice
- Černí andělé 12° – tmavý ležák, na počest partnerství s házenkářským klubem Černí Andělé DHK Baník Most
- Pivní burčák 11°
- Černá vdova 16°

## Získaná ocenění
- Jarní cena českých sládků
  - Kahan tmavý ležák 12° – 2. místo kategorie Tmavý ležák (2013)
  - Kahan velikonoční speciál 15° – 2. místo kategorie Světlý speciál (2013)
- Ústecký pivní jarmark
  - Kahan nakuřovaná pšenice 13° – 3. místo kategorie Speciální a ochucená piva (2013)
  - Magistr Edward Kelley 12° – 2. místo kategorie Světlý ležák (2014)
- Regionální potravina Ústeckého kraje
  - Kahan Polotmavý ležák 12° – 1. místo kategorie Alkoholické a nealkoholické nápoje (2014)